# 蒂莎的抗争与重生
《蒂莎的抗争与重生》是一部由平采娜·樂維瑟派布恩、帕查拉·奇拉堤瓦特與米什妮·金貝恩領銜主演的泰国復仇愛情劇，2024年11月25日起在One 31台以剪辑版本的形式在电视上播出，并在oneD应用程序上同步播出完整版。

## 劇情簡介
講述了一個從小被社會階層踐踏的女子，為了恢復平等報仇的故事。

## 演員陣容

### 主要演員
- 平采娜·樂維瑟派布恩（Baifern）飾演 蒂莎（Thicha）
- 帕查拉·奇拉堤瓦特（Peach）飾演 Phatchai
- 米什妮·金貝恩（Lukkade）飾演 Bussara，Phatchai的母亲

### 其他演員
- 彭帕克·西里古爾（英语：Penpak Sirikul）（Tai）飾演

### 客串演員
- 瑪琪妲·素緹坤帕尼（Maki）飾演 Thicha（童年）

## 製作
One 31於2024年2月7日的發布會「oneD ORIGINAL -  New ERA of Thai content」釋出先導預告，預計於2024年首播。

## 獲獎與提名列表
| 年度                                | 頒獎典禮       | 獎項                    | 入圍者 | 結果 |
| ----------------------------------- | -------------- | ----------------------- | ------ | ---- |
| 2025年                              |                |                         |        |      |
| 第16屆泰國皇家戲劇獎 （短篇劇集類） | 最佳戲劇       | 《蒂莎的抗爭與重生》    | 待公布 |      |
| 第16屆泰國皇家戲劇獎 （短篇劇集類） | 最佳導演       | 埃卡西特·塔袞卡塞姆蘇克 | 待公布 |      |
| 第16屆泰國皇家戲劇獎 （短篇劇集類） | 最佳男主角     | 帕查拉·奇拉堤瓦特       | 待公布 |      |
| 第16屆泰國皇家戲劇獎 （短篇劇集類） | 最佳女主角     | 平采娜·樂維瑟派布恩     | 獲獎   |      |
| 第16屆泰國皇家戲劇獎 （短篇劇集類） | 最佳女主角     | 米什妮·金貝恩           | 提名   |      |
| 第16屆泰國皇家戲劇獎 （短篇劇集類） | 最佳女配角     | 芃瑟蓉·柔伊露恩         | 獲獎   |      |
| 第16屆泰國皇家戲劇獎 （短篇劇集類） | 最佳劇本       | 《蒂莎的抗爭與重生》    | 待公布 |      |
| 第16屆泰國皇家戲劇獎 （短篇劇集類） | 最佳戲劇原聲帶 | 《愛情的理想與現實》    | 待公布 |      |
| 第16屆泰國皇家戲劇獎 （短篇劇集類） | 最佳剪輯       | 《蒂莎的抗爭與重生》    | 待公布 |      |

## 劇集迴響

### 泰國電視收視率
- 收視最低的集數以藍色表示，收視最高的集數以紅色表示，而空格則表示該集的收視沒有相關資料。

| 集數 No.     | 播放日期       | 播放時段 (UTC+07:00) | 15+收視率 | 來源  |
| ------------ | -------------- | -------------------- | --------- | ----- |
| 1            | 2024年11月25日 | 星期一 20:30         | 2.660     | [ 3 ] |
| 2            | 2024年11月26日 | 星期二 20:30         | 2.896     | [ 3 ] |
| 3            | 2024年12月2日  | 星期一 20:30         | 3.064     | [ 3 ] |
| 4            | 2024年12月3日  | 星期二 20:30         | 3.365     | [ 3 ] |
| 5            | 2024年12月9日  | 星期一 20:30         | 3.082     | [ 3 ] |
| 6            | 2024年12月10日 | 星期二 20:30         | 3.262     | [ 3 ] |
| 7            | 2024年12月16日 | 星期一 20:30         | 3.497     | [ 3 ] |
| 8            | 2024年12月17日 | 星期二 20:30         | 4.663     | [ 3 ] |
| 平均收視率 1 | 平均收視率 1   | 平均收視率 1         | 3.337     | [ 3 ] |

^1  基於每集的平均觀眾份額。

## 外部連結
- 豆瓣电影上《蒂莎的抗争与重生》的資料 （简体中文）
- MyDramaList上的劇情簡介 （页面存档备份，存于）（英文）
- 互联网电影数据库（IMDb）上《蒂莎的抗争与重生》的资料（英文）